# غل (نقدة)
غل هي قرية في مقاطعة نقدة، إيران. يقدر عدد سكانها بـ 810 نسمة بحسب إحصاء 2016.